# Rezess von Nyköping

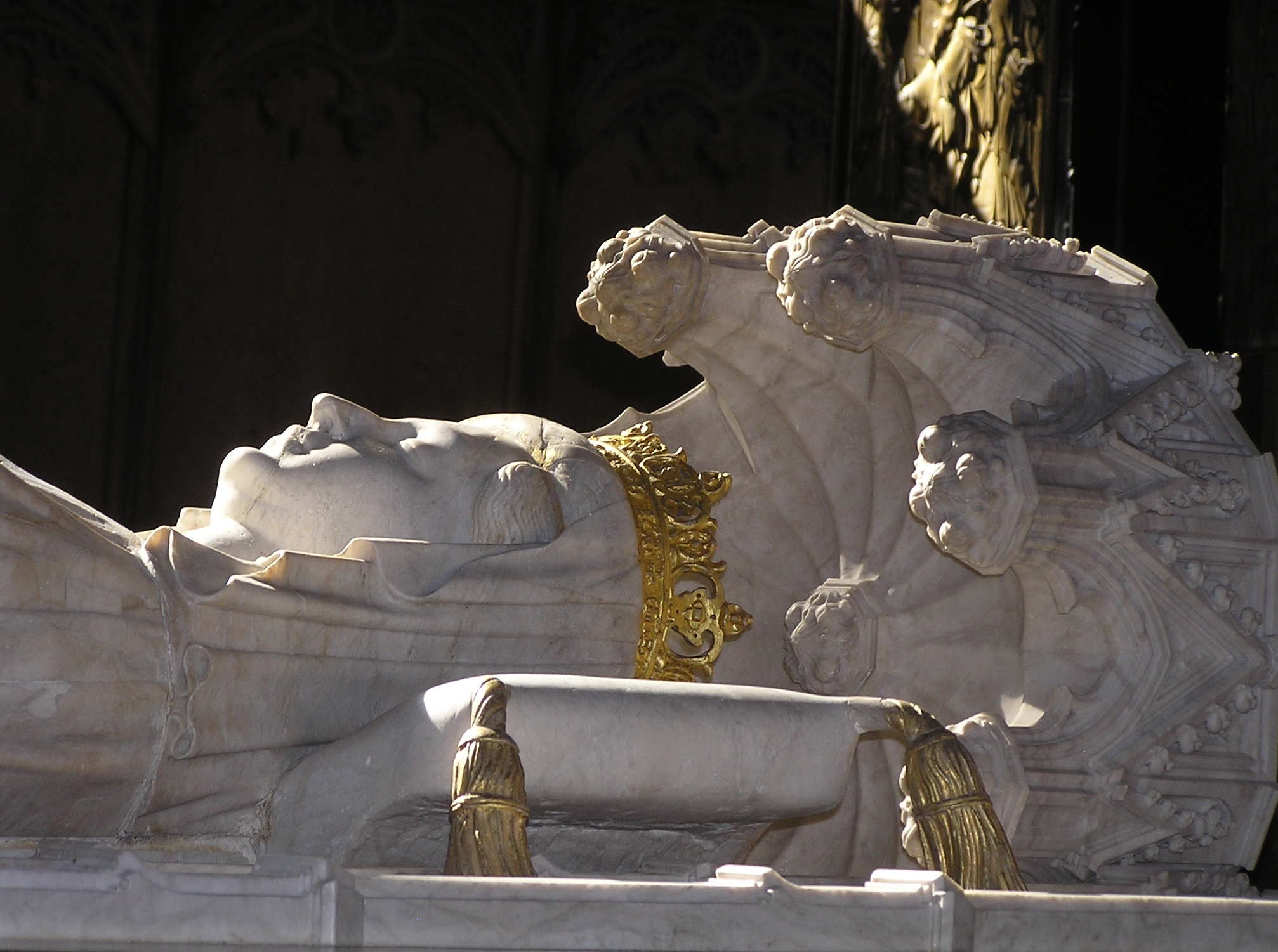
Abbild auf dem Sarg von Margarethe I. (1423)

Der Rezess von Nyköping (schwedisch Nyköpings recess) wurde am 20. September 1396 auf dem Schloss Nyköpingshus unterzeichnet. Er stellt einen der wichtigsten historischen Verträge im Mittelalter in Nordeuropa dar. Der Rezess war die Voraussetzung dafür, dass ein Jahr später die Kalmarer Union entstehen konnte. In der Übereinkunft wurde festgelegt, dass die drei nordischen Länder Schweden, Dänemark und Norwegen einen gemeinsamen König haben sollten.

## Hintergrund
Viele Schweden waren mit der Regierung von Albrecht III. unzufrieden. Im Jahr 1388 bot sich Margarethe I. an, Regentin in Schweden zu werden. Bis dahin regierte sie bereits Norwegen und Dänemark. Dazu sollte ihr der Titel Schwedens vollmächtige Frau und Dienstherrin (schwedisch Sveriges fullmäktiga fru och husbonde) verliehen werden. Das Abkommen enthielt auch einen Passus, dass die einflussreichen Kreise in Schweden ihre Privilegien zurückbekommen sollten, die sie hatten, bevor Albrecht III. König wurde.
Margarethe I. war auch gezwungen, sich mit den Testamentsvollstreckern von Schwedens größtem Grundbesitzer Bo Jonsson Grip auseinanderzusetzen. Diese versammelten sich an Pfingsten des Jahres 1388 auf Nyköpingshus und beschlossen, dass das Eigentum Grips, bis auf wenige Ausnahmen, an die Krone zurückgehen sollte.
Albrecht III. stellte jedoch weiterhin Ansprüche auf den schwedischen Thron. Er kam mit einem großen Heer zurück nach Schweden und traf am 24. Februar 1389 in Åsle, etwas außerhalb von Falköping, auf Margarethes Truppen. Dabei wurden Albrecht III. und sein Sohn gefangen genommen. Margarethe I. blieb vollständiger Sieger der Auseinandersetzung, doch gab es dadurch noch keinen Frieden.
Im Jahr 1391 verhandelte Margarethe I. auf Schloss Nyköpingshus über die Freilassung Albrechts III. und die Übernahme der Macht in Stockholm von den Mecklenburgern. Das Abkommen führte zu einem Waffenstillstand, der jedoch gebrochen wurde. Es kam zu neuen Kampfhandlungen um Stockholm. Erst im Jahr 1395 kam man auf Schloss Lindholmen in Schonen zu dem Ergebnis, dass Albrecht III. unter Vorbehalt freigelassen würde und dass Stockholm unter eine besondere Verwaltung gestellt würde.

## Der Rezess
Im Jahr 1396 war es also Zeit für etwas, das in die Geschichte als der Rezess von Nyköping eingehen sollte. Das Treffen wurde einberufen, um zu klären, wie man mit den Gütern und Privilegien nach der Zeit Albrecht III. verfahren wollte. Die Verhandlungen begannen in einer Zeit, da Erik VII. in Skara zum König gewählt wurde, und setzten sich fort, als dieser sich im Juli 1396 auf dem Stein von Mora als König huldigen ließ.
Die Güter, die unter der Regentschaft von Albrecht III. reichlich ausgeteilt oder von Bo Jonsson Grip beschlagnahmt wurden, sollten nun an die Krone zurückgehen. Dem neuen Adel, welcher in der Zeit Albrecht III. emporgekommen war, wurden seine Privilegien entzogen. Margarethe I. führte die Verhandlungen sehr geschickt. So brachte sie beispielsweise die Vertreter der Kirche mit Versprechen auf große Spenden an die Domkirchen dazu, ihrem Vorhaben zuzustimmen. Doch im Gegenzug zog sie das Land der Kirche in den Kirchengemeinden zugunsten der Krone ein. Ein ähnliches Abkommen verfügte Margarethe I. auch über andere Ländereien. Zu diesen zählten unter anderem Östergötland, Västergötland, Dalsland und Värmland.
Alle Ländereien der Vögte und die der Beamten sollten beschlagnahmt werden und in das Eigentum der Krone überführt werden. Des Weiteren, dass alles Land für das Steuern eingenommen werden könnten und das sich im Besitz des steuerbefreiten Adels befand, an steuerzahlende Bauern (Skattebonde) zu übergeben ist. Außerdem sollten alle privaten Festungen Albrecht III. abgerissen werden. Um die Regelung durchzusetzen, wurden im gesamten Königreich spezielle Gerichte eingesetzt. Dies alles wurde unmittelbar umgesetzt.

## Kalmarer Union
Das herausragendste Resultat von Margarethe I. auf dem Rezess in Nyköping war die Übereinkunft zur Bildung einer nordischen Union. Bereits während des Rezesses wurde bestimmt, dass die regierenden Männer nach Einberufung durch den König zusammentreten würden, um eine Union zwischen den drei nordischen Reichen zu schließen. Der Rezess von Nyköping hatte also eine große juristische Bedeutung für die spätere Formulierung des Vertrages von Kalmar, welcher 1397 die Kalmarer Union formell aus der Taufe hob.
Der Vertrag von Kalmar wurde, entgegen der damals üblichen Methode, auf Papier und nicht auf Pergament geschrieben. Dies brachte viele Historiker zu der Annahme, dass der Vertrag nie offiziell ratifiziert wurde. Lediglich zehn Bevollmächtigte hatten ihr Siegel unter den Vertrag gesetzt. Der originale Vertrag der Gründung der Kalmarer Union befindet sich heute im dänischen Reichsarchiv.